# 山西省历史文化名镇
山西省历史文化名镇由山西省人民政府公布，现已公布六批，共43个。
第一批山西省历史文化名镇：2003年公布，2004年增补，共11个
第二批山西省历史文化名镇：2006年公布，共12个
第三批山西省历史文化名镇：2009年公布，共5个
第四批山西省历史文化名镇：2015年公布，共2个
第五批山西省历史文化名镇：2017年1月12日公布，共8个
第六批山西省历史文化名镇：2023年9月15日公布，共5个

## 分市名单

### 大同市

#### 南郊区
- 云冈镇（1）

#### 天镇县
- 新平堡镇（3，已升格为第五批中国历史文化名镇）

#### 浑源县
- 大磁窑镇（5）

### 太原市

#### 晋源区
- 晋祠镇（1）

### 吕梁市

#### 汾阳市
- 杏花村镇（1，已升格为第七批中国历史文化名镇）

#### 临县
- 碛口镇（1，已升格为第二批中国历史文化名镇）

#### 柳林县
- 孟门镇（3）
- 穆村镇（6）

#### 交口县
- 双池镇（6）

### 长治市

#### 上党区
- 荫城镇（4，已升格为第七批中国历史文化名镇）

#### 壶关县
- 树掌镇（5）

### 晋城市

#### 泽州县
- 大阳镇（2，已升格为第四批中国历史文化名镇）
- 周村镇（2，已升格为第六批中国历史文化名镇）
- 高都镇（2，已升格为第七批中国历史文化名镇）

#### 阳城县
- 润城镇（2，已升格为第五批中国历史文化名镇）
- 町店镇（2）
- 横河镇（5，已升格为第七批中国历史文化名镇）

#### 高平市
- 米山镇（2）
- 马村镇（5）
- 寺庄镇（6）

#### 沁水县
- 嘉峰镇（6）

#### 陵川县
- 礼义镇（6）

### 阳泉市

#### 平定县
- 娘子关镇（1，已升格为第三批中国历史文化名镇）

### 临汾市

#### 襄汾县
- 汾城镇（1，已升格为第三批中国历史文化名镇）

#### 曲沃县
- 曲村镇（5，已升格为第七批中国历史文化名镇）

#### 翼城县
- 隆化镇（5）
- 西闫镇（5，已升格为第七批中国历史文化名镇）

### 运城市

#### 永济市
- 蒲州镇（2）

#### 万荣县
- 荣河镇（2）

#### 盐湖区
- 解州镇（2）

#### 新绛县
- 泉掌镇（3）

#### 垣曲县
- 历山镇（5）

### 忻州市

#### 定襄县
- 河边镇（1）

#### 代县
- 阳明堡镇（2）

#### 五台县
- 台怀镇（2）

### 晋中市

#### 榆次区
- 东阳镇（1）

#### 祁县
- 东观镇（1）

#### 左权县
- 麻田镇（1）

#### 灵石县
- 静升镇（1增补，已升格为第一批中国历史文化名镇）

#### 昔阳县
- 大寨镇（2）

#### 寿阳县
- 宗艾镇（3，已升格为第七批中国历史文化名镇）

### 朔州市

#### 右玉县
- 右卫镇（3）